# 義成公主
義成公主（ぎせいこうしゅ、? - 630年）は、隋の宗室で、父は楊諧、弟は楊善経と伝わるが、諱と隋の皇室との親族関係は不詳である。

## 概要
599年に突厥の啓民可汗の妻の安義公主が亡くなったため、楊堅は、彼女を公主として啓民河汗に嫁がせた。啓民可汗が亡くなると、レビラト婚に基づいてその子の始畢可汗に嫁いだ。
ある日、始畢可汗が隋を遠征しようと計画をした際に、彼女はひそかに煬帝に使者を派遣して、このことを知らせた。後に始畢可汗が逝去すると、その弟の処羅可汗に嫁いだのである。処羅可汗が逝去するとその弟の頡利可汗の妻となり、可汗夫人（可賀敦）として地位を保った。
618年に煬帝が配下の宇文化及に殺害され、唐の李淵が蜂起すると、中原の状況は大いに変わった。619年に宇文化及らが竇建徳に敗れて斬首されると、竇建徳は突厥にいる義成公主にその首級を送り彼女を喜ばせた。
やがて、李淵が中原を制覇して、唐の時代を迎えると彼女はこれに不快感を示した。同時に煬帝の皇后であった蕭皇后が孫の楊政道と突厥に逃れると、彼女はこれを受け容れた。以後、彼女は夫の頡利可汗を唆して、唐と幾度も争った。
630年、太宗李世民は、武将の李靖に1万騎を授けて突厥討伐を命じた。激戦の末に頡利可汗は捕虜にされ、義成公主は処刑された。